# 镇海水
镇海水，位于中国广东省中南部，是潭江左岸支流，上游称宅梧河，发源于鹤山市宅梧镇泗云村云益村民小组，蜿蜒向南流经泗云村、佛坳水库、双龙村、靖村、梧冈社区、堂马村等地，过堂马村委会岗背村后进入开平市境内，西南流至苍城镇联兴村委会的上佛附近右纳双桥水后始称“镇海水”，继续南流经苍城镇、沙塘镇、塘口镇等地，干流至开平市区西郊长沙街道三联村西北交流渡分为两股：一股向东经过开平市中心，于水口镇新美村委会曾边村以南汇入潭江，此段也称苍江；一股先向南再转东流，经开平市区南部侧蚬洲、长龙洲后汇入潭江。主河长69千米，河床平均比降0.83‰，流域面积1203平方千米，是潭江最大的支流。年均径流量约13.4亿立方米。镇海水上游由于大中小水库控制流域面积较大，河道内平时径流量减少，河床淤积较严重。沙塘镇一下河段受潮汐影响，潮水每天两涨两落。